# Smash (Musikband)
Smash (oft S*M*A*S*H geschrieben) sind ein Punkrock-Trio, das eine kurze Phase der Bekanntheit in den 1990er Jahren in Großbritannien genoss. S*M*A*S*H wurde von Ed Borrie, Salvatore Alessi und Rob Hague in Welwyn Garden City in Hertfordshire, England, gegründet.

## Geschichte
Lady Love Your Cunt, die zweite Single der Band, war ein Tribut an den Feminismus. Sie erschien auf dem Debütminialbum S*M*A*S*H, das eine Zusammenstellung der ersten beiden Singles war, und das von den Kritikern gut aufgenommen wurde. Als die Band einen Plattenvertrag bekam, tourte sie unermüdlich, was zu einer Steigerung der Berichterstattung und der Aufmerksamkeit der Fans führte. Obwohl die Band fast jeden Abend spielte, fand sie Zeit, sich über die Kritiker lustig zu machen, und spielte manchmal unter dem Namen S*H*I*T*E.
Das Trio machte einen außergewöhnlichen Auftritt bei Top of the Pops, als sie Shame live zu einem vorher speziell für diese Veranstaltung aufgenommenen Backing Track sangen. Sie waren die Ersten, die in der BBC-Chartshow auftraten, ohne vorher offiziell eine Single zu veröffentlichen.
Ihr größter Erfolg war die Single (I Want To) Kill Somebody, die Platz 26 der UK-Single-Chart erreichte. Aufgrund ihres kontroversen Textes (die Lyrics nahmen explizit Mitglieder des amtierenden britischen Kabinetts aufs Korn) war die Single aber nur kurz im regulären Handel erhältlich. Ihr Debütalbum Self Abused war kein kommerzieller Erfolg, da es einige Probleme bei der Produktion gab und das Veröffentlichungsdatum mit den neuen Alben der Topkünstler jener Zeit zusammenfiel. Trotzdem blieb das Trio beliebt bei den Kritikern.
Die Band nahm eine Single beim Label Sub Pop in Seattle auf, blieb aber außerhalb Großbritanniens trotzdem nahezu unbekannt, abgesehen von einem Auftritt in den USA und einigen Support-Slots in Europa. Die EP „Another Love Song“ folgte 1995, bevor die Gruppe ein Jahr später ihre letzte Single Rest of My Life veröffentlichte. Die Band trennte sich 1996. Die Band passte sich nicht in die Britpop-Szene ein wie die anderen New-Wave-of-New-Wave-Bands, und dementsprechend war ihr Erfolg zu dieser Zeit eine Enttäuschung im Vergleich zu den Erfolgen früherer Zeit.
1997 trat der Bassist Salvatore Alessi der Band Carter USM bei, aber 2004 reformierten sich S*M*A*S*H. Sie nahmen einige neue Lieder auf und gaben Konzerte in Großbritannien. Icon, das zweite Album von S*M*A*S*H, wurde am 8. Oktober 2007 – 13 Jahre nach ihrem ersten Album Self Abused – veröffentlicht. Es folgten weitere Aktivitäten, unter anderem folgte 2014 der Release einer aktualisierten Version von „(I Want To) Kill Somebody“. 2018 wurde das Album Goodbye W.G.C. veröffentlicht.
S*M*A*S*H wurden zusammen mit These Animal Men in der 2015 erschienenen Dokumentation „Flawed is Beautiful“ porträtiert.

## Stil
Die Band erinnert an den Punk und New Wave der späten 1970er und der frühen 1980er Jahre. Die britische Musikpresse nahm die Band begeistert auf, die zusammen mit Bands wie Echobelly, Sleeper, Compulsion und These Animal Men die New-Wave-of-New-Wave-Szene begründeten. Die meisten Bands nahmen eine ablehnende Haltung gegenüber S*M*A*S*H ein.

## Diskografie

### Alben
- 1994: Self Abused, Hi-Rise Recordings, Virgin
- 2007: Icon, HYPER
- 2017: Goodbye W.G.C., esprit de corps

### EPs
- 1993: Wheelers, Dealers & Christine Keelers, mit These Animal Men, Le Disques De Popcor
- 1993: S*M*A*S*H: Spring 1994, Hi-Rise Recordings
- 1995: Another Love (Song), Hi-Rise Recordings, Virgin
- 2014: (Without Regret.), esprit de corps

### Singles
- 1993: Lady Love Your Cunt / Shame, Le Disques De Popcor
- 1994: Turn On The Water, Sub Pop
- 1994: (I Want To) Kill Somebody, Hi-Rise Recordings
- 1994: Barrabas (Piloted) / Turn On The Water, Sub Pop
- 1994: Self Abused, Hi-Rise Recordings
- 1995: Rest Of My Life, Le Disques De Popcor
- 2013: Spring '13, Eigenverlag
- 2014: S*M*A*S*H / NxtGen, Repeat Records
- 2015: Morphine For The Pain, esprit de corps
- 2018: Goodbye W.G.C., esprit de corps